# Kaliforniai Egyetem (Merced)
A Kaliforniai Egyetem, Merced (angolul: University of California, Merced; rövidítve: UC Merced) állami földadományozással létrehozott kutatóegyetem Merced városában, Kaliforniában, ahol két campuson működik. A Kaliforniai Egyetemrendszer legújabb campusa, 2005-ben alapították azzal a céllal, hogy lehetőséget adjon a régió lakosságának egyetemi szintű oktatásra. Jelenleg összesen 9093 tanulója van, akiknek többsége állami támogatásokban részesül és 99%-a Kaliforniából származik. A mercedi egyetem tanulóinak nagy százaléka alacsony bevételű kisebbségek tagja.
Merced megye egyik legnagyobb munkáltatója, a San Joaquin-völgy GDP-jéhez nagyjából 1,7 milliárd dollárral járul hozzá. Mindezek mellett az Egyesült Államok egyik legfenntarthatóbb egyeteme, minden épülete környezetbarát minősítést kapott. Az egyetem mindennapi életében kutatások folytatása kulcsfontosságú szerepet játszik, a U.S. News & World Report az ország 97. legjobb kutatóegyetemének nevezte.

## Ranglista
| Egyesült Államok                                 | Egyesült Államok |
| ------------------------------------------------ | ---------------- |
| Academic Ranking of World Universities           | 107–127          |
| U.S. News & World Report                         | 97               |
| Washington Monthly                               | 49               |
| Világszerte                                      |                  |
| Academic Ranking of World Universities           | 401–500          |
| Times Higher Education World University Rankings | 301–350          |
| U.S. News & World Report                         | 673              |

## Statisztika
|                        | 2021      | 2020     | 2019     | 2018      | 2017       | 2016     | 2015     |
| ---------------------- | --------- | -------- | -------- | --------- | ---------- | -------- | -------- |
| Jelentkezett           | 27794     | 25924    | 25368    | 25121     | 22574      | 20888    | 18620    |
| Felvéve                | 24070     | 21982    | 18263    | 16624     | 15619      | 15492    | 11288    |
| Felvételi arány        | 86,6%     | 84,8%    | 72,0 %   | 66,2%     | 69,2%      | 74,2%    | 60,6%    |
| Megkezdte tanulmányait | 2411      | 1951     | 2105     | 2217      | 2293       | 2049     | 1803     |
| SAT-eredmény           | 1140–1390 | 950–1140 | 990–1180 | 1000–1190 | Nincs adat | 860–1070 | 900–1120 |
| ACT-eredmény           | 23–32     | 17–22    | 17–22    | 18–24     | 18–23      | 18–23    | 19–24    |
| Osztályzatátlag        | 3,51      | 3,55     | 3,58     | 3,59      | 3,55       | 3,51     | 3,56     |